# Ce qu'on entend sur la montagne
Ce qu'on entend sur la montagne (S 95) is een symfonisch gedicht gecomponeerd door Franz Liszt. Het is geïnspireerd op een gedicht van Victor Hugo.

## Beschrijving

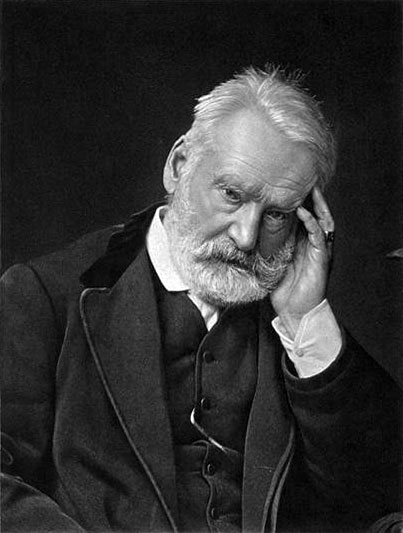
Victor Hugo

Dit symfonische gedicht is een muziekstuk in één deel, hoorbaar onderverdeeld in enkele onderdelen. Dit zijn de tempoaanduidingen in de partituur:
Poco allegro - Poco a poco più di moto - Allegro maestoso, sempre alla breve - Allegro agitato assai - Andante religioso - Allegro moderato (alla breve) - Allegro. Poco a poco più di moto.
Er zijn drie versies van dit werk: 1848-1849, 1850 en 1854.
Volgens Richard Pohl, een collega-componist van Liszt in Weimar, werd Liszt al in 1831 geïnspireerd een muziekstuk te schrijven op het thema uit het gedicht Ce qu'on entend sur la montagne (1829) van Victor Hugo. Dit gedicht komt voor in Hugo’s Feuilles d’Automne. Liszt vond er een haast magische aantrekkingskracht in; een aandrang er een muziekstuk over te schrijven. Ook de Franse componist César Franck componeerde rond 1845 een symfonisch gedicht op hetzelfde thema en hetzelfde gedicht.
Het gedicht handelt over een vreemde, sterk aan de Romantiek hangende, situatie, waarin een dichter, die op een pathetische manier van zijn vrienden afscheid neemt, zichzelf terugvindt op een boven zee hangende klif. Beneden hem de allesopslokkende zee, boven hem de oneindigheid. Op deze grote hoogte reageert zijn innerlijke wereld op de enorme natuurkrachten die hij ter plekke ervaart en vertaalt deze naar innerlijke pijn en turbulentie. De stem van de natuur en die van de mens komen in conflict waarbij de natuur het harmonieuze ideaal weerspiegelt en de mens degene, die met al zijn lawaai de zaak verstoort. "Waarom staat God dit allemaal toe?" is Hugo’s vraag. Misschien was dit ook wel een vraag waar Liszt rond deze periode van zijn leven mee bezig was.
Maar in de tijd dat hij het symfonisch gedicht eindelijk af kreeg - er verstreken meer dan 20 jaar tussen de eerste schetsen en de laatste versie - was deze vraag niet meer zo scherp aanwezig. In de muziek was hij erin geslaagd naast de aanwezigheid van mens en natuur een derde dimensie toe te voegen. Deze wordt in de muziek ten gehore gebracht in de vorm van een prachtig koraal in de koper- en houtblazers. In zijn eigen memoires schrijft Liszt dat dit idee hem ingegeven werd doordat hij Kartuizer monniken een religieus lied had horen zingen. Het koraal past in dezelfde traditie als het Pelgrimskoor in Wagners Tannhäuser.
Het afspelen van audio wordt niet ondersteund in uw browser. U kunt het audiobestand downloaden.
Dit is Liszts langste symfonisch gedicht. Het duurt ongeveer 30 minuten. Voor 1854 noemde Liszt dit werk Méditation symphonique en later gebruikte hij de naam Bergsymphonie. De koraalmelodie komt, in verschillende orkestraties, in het midden van de compositie én aan het einde voor. Het deel voor het eerste koraal varieert voortdurend hetzelfde thema in rijke schakeringen en combinaties. Men kan een aparte studie wijden aan de enorme rijkdom van motieven en thema’s en hieruit blijkt onder meer de grote aandacht die Liszt aan het uiteindelijke werk besteed heeft eer hij het rijp achtte voor publicatie.

## Bron
- Felix Draeseke: "Franz Liszt's neun symphonische Dichtungen'", uit: Anregungen für Kunst, Leben und Wissenschaft, 1857-1859 (Felix Draeseke. Schriften 1855-1861, Gudrun Schröder Verlag, Bad Honnef 1987)